# Žažvić
Žažvić – wieś w Chorwacji, w żupanii szybenicko-knińskiej, w mieście Skradin. W 2011 roku liczyła 30 mieszkańców.